# أوجين كونستنت
أوجين كونستنت (بالفرنسية: Eugène Louis Constant)‏ هو مجدف فرنسي، ولد في 8 يناير 1901 في بولوني سور مير في فرنسا، وتوفي بنفس المكان في 22 أكتوبر 1970.

## وصلات خارجية
- أوجين كونستنت على موقع الاتحاد الدولي للتجديف (الإنجليزية)
- أوجين كونستنت على موقع اللجنة الأولمبية الدولية (الإنجليزية)
- أوجين كونستنت على موقع أوليمبيديا (الإنجليزية)